# Ван Кирк, Теодор
Теодор Ван Кирк (англ. Theodore "Dutch" J. Van Kirk; 27 февраля 1921, Нортамберленд, Пенсильвания — 28 июля 2014, Стоун-Маунтин, Джорджия) — бывший штурман ВВС армии США, капитан. Известен как штурман бомбардировщика «Энола Гэй», сбросившего первую атомную бомбу на Хиросиму. После смерти бывшего младшего лейтенанта Морриса Р. Джеппсона (30 марта 2010), был последним оставшимся в живых членом экипажа.

## Начало карьеры в армии США
Ван Кирк начал службу в ВВС курсантом в октябре 1941 года. 1 апреля 1942 года сдал экзамен и с квалификацией авиационного штурмана был направлен в базировавшуюся на территории Англии 97-ю группу тяжёлых бомбардировщиков, на вооружении которой стояли B-17. Был членом экипажа «Красный Гремлин», в который вместе с ним входили пилот Пол Тиббетс и бомбардир Том Ферби. Позже Ван Кирк вместе с этими людьми участвовал в атомной бомбардировке Хиросимы.
С августа по октябрь 1942 года участвовал в 11 боевых вылетах из Англии. Экипаж отвечал за навигацию группы и точность бомбардировки. В ноябре они переправили в Гибралтар генерала Эйзенхауэра, командующего силами вторжения в Северную Африку. 16 ноября 1942 года экипаж привёл свою группу в атаку, застав немцев врасплох на авиабазе Сиди Ахмед в Бизерте, Тунис.

## Атомная бомбардировка Японии
В июне 1943 года Ван Кирк вернулся в Штаты, совершив в общей сложности 58 боевых вылетов за рубежом. Служил в качестве штурмана-инструктора, до новой встречи с Тиббетсом и Ферби в сводной 509-й бомбардировочной группе на Уэндовер-Филд, штат Юта, в конце 1944 года. Группа под командой Тиббетса летала на B-29, Ван Кирк был штурманом группы. С ноября 1944 по июнь 1945 года постоянно велась подготовка к первой атомной бомбардировке, которая состоялась 6 августа 1945.
Позже Ван Кирк участвовал в первых испытаниях атомной бомбы на атолле Бикини. В 1995 году в интервью «Нью-Йорк Таймс» Т. Ван Кирк сказал, что его часто спрашивают о роли в бомбардировке Хиросимы, и готов ли он сделать это снова?

При тех же обстоятельствах — это ключевые слова: «при тех же обстоятельствах» — да, я бы сделал это снова. Мы воевали пять лет. Мы боролись с врагом, который никогда не сдавался, никогда не принимал поражения. Это действительно трудно — одновременно говорить о морали и о войне. На войне приходится делать очень много сомнительных вещей…— HIROSHIMA - Enola Gay's Crew Recalls The Flight Into a New Era - NYTimes.com

## Дальнейшая жизнь
В августе 1946 года Ван Кирк завершил свою службу в ВВС в качестве кадрового офицера. Он награждён Серебряной звездой, Крестом лётных заслуг и 15 Воздушными медалями. Ван Кирк получил степени бакалавра и магистра наук на инженерно-химическом отделении Бакнеллского университета в 1949 и 1950 годах. В течение следующих 35 лет он занимал различные технические и управленческие должности в области исследований и маркетинга в DuPont.
В октябре 2007 года Ван Кирк выставил на аукционную продажу бортовой журнал, который находился на борту «Энола Гэй» во время атомной бомбардировки Хиросимы. Лот был приобретён за 358 500 долларов США.
Умер 28 июля 2014 года в доме престарелых г. Стоун-Маунтин (штат Джорджия) по естественным причинам.